# 한국기초과학지원연구원

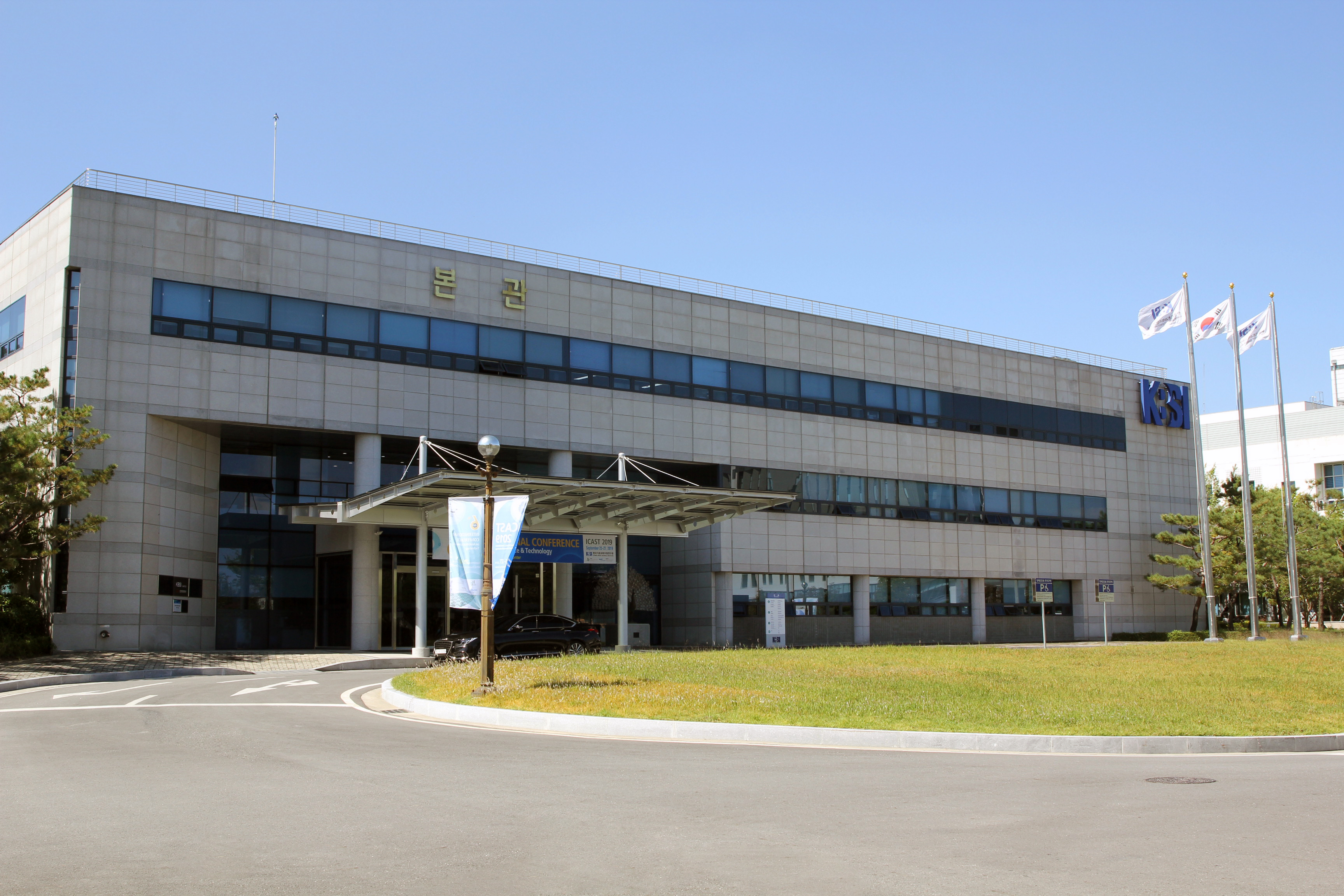
한국기초과학지원연구원 본관 대전

한국기초과학지원연구원(韓國基礎科學支援硏究院, Korea Basic Science Institute, KBSI)은 국가 과학기술 발전의 기반이 되는 기초과학의 진흥을 위한 위해 연구시설·장비 및 분석과학기술 관련 연구개발, 연구지원 및 공동연구를 수행하기 위하여 설립된 과학기술정보통신부 산하 국가과학기술연구회 소관 연구기관이다. 본원은 대전광역시 유성구 과학로 169-148 에 있으며, 지역조직으로 오창센터(청주시), 서울센터(고려대), 서울서부센터(이화여대), 부산센터(부산), 대구센터(경북대), 광주센터(전남대), 전주센터(전북대), 춘천센터(강원대) 가 있다.

## 비전 및 주요업무
- 비전 : 과학기술의 발전과 국민행복을 창출하는 세계적 수준의 분석과학 개방 연구원
- 주요기능

1. 첨단 대형 연구장비의 구축·운영을 통한 연구지원 및 공동연구
2. 분석과학 연구를 통한 분석기술·장비 개발
3. 국가 연구시설·장비 총괄관리 전담
4. 연구장비 전문인력 및 창의적 미래인재 양성

## 연혁
- 1988년  8월 한국과학재단 부설 ‘기초과학연구지원센터’ 설립
- 1992년  3월~4월 4개 지역센터 설치(서울, 부산, 대구, 광주센터)
- 1999년  5월 ‘기초과학지원연구소’ 법인 설립
- 1999년 12월 전주센터 설치
- 2001년  1월 ‘한국기초과학지원연구원’으로 기관 명칭 변경
- 2001년 11월 춘천센터 설치
- 2006년  4월 오창센터 설치
- 2009년 3월 충남대학교 공동 '분석과학기술대학원(GRAST)' 설립
- 2009년 8월 '국가연구시설장비진흥센터(NFEC)' 설치
- 2012년 12월 서울서부센터 설치
- 2021년 7월 ‘다목적방사광가속기구축사업’ 주관기관 지정

## 조직도

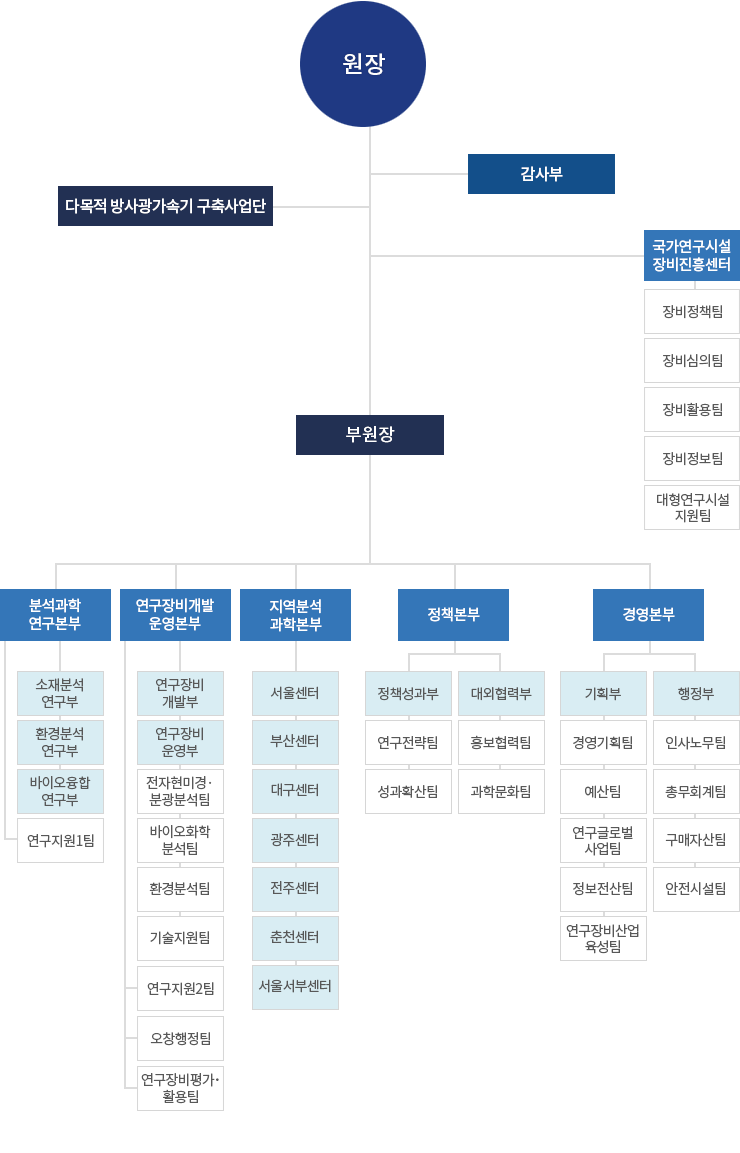

## 지역센터
- 서울센터[1]
- 서울서부센터[2]
- 춘천센터[3]
- 전주센터[4]
- 광주센터[5]
- 대구센터[6]
- 부산센터[7]

## 같이 보기
- 분석과학기술대학원
- 국가연구시설장비진흥센터